# Francie na Letních olympijských hrách 1920
Francii na Letních olympijských hrách v roce 1920 v belgických Antverpách reprezentovala výprava 304 sportovců (296 mužů a 8 žen) v 23 sportech.

## Medailisté
| Medaile | Jméno | Sport                | Soutěž                                        |
| ------- | --- | -------------------- | --------------------------------------------- |
| Zlato   | Julien Louis Brule | Lukostřelba          | Muži pohyblivý terč – 50 m                    |
| Zlato   | Joseph Guillemot | Atletika             | Muži běh na 5000 m                            |
| Zlato   | Paul Fritsch | Box                  | Muži pérová váha do 57,2 kg                   |
| Zlato   | Fernand Canteloube Georges Detreille Achille Souchard Marcel Gobillot                                                                     | Cyklistika           | Družstvo mužů – hromadný start                |
| Zlato   | Armand Massard | Šerm                 | Muži kord                                     |
| Zlato   | Suzanne Lenglenová Max Decugis | Tenis                | Smíšená čtyřhra                               |
| Zlato   | Suzanne Lenglenová | Tenis                | Ženy dvouhra                                  |
| Zlato   | Henri Gance | Vzpírání             | Muži střední váha do 75 kg                    |
| Zlato   | Ernest Cadine | Vzpírání             | Muži lehkotěžká váha do 82,5 kg               |
| Stříbro | Julien Louis Brulé Léonce Gaston Quentin Pascal Fauvel Eugène Grisot Eugène Richez Artur Mabellon Léon Epin Paul Leroy                    | Lukostřelba          | Družstvo mužů pohyblivý terč – 33 m           |
| Stříbro | Julien Louis Brulé Léonce Gaston Quentin Pascal Fauvel Eugène Grisot Eugène Richez Artur Mabellon Léon Epin Paul Leroy                    | Lukostřelba          | Družstvo mužů pohyblivý terč – 50 m           |
| Stříbro | Léonce Gaston Quentin | Lukostřelba          | Muži pohyblivý terč – 28 m                    |
| Stříbro | Julien Louis Brule | Lukostřelba          | Muži pohyblivý terč – 33 m                    |
| Stříbro | Joseph Guillemot | Atletika             | Muži běh na 10 000 m                          |
| Stříbro | René Tirard René Lorain René Mourlon Emile Ali Kahn                                                                                       | Atletika             | Muži štafeta 4 × 100 m                        |
| Stříbro | Jean Gachet | Box                  | Muži pérová váha do 57,2 kg                   |
| Stříbro | Field | Jezdectví            | Krasojízda – jednotlivci                      |
| Stříbro | Field, Salins, Cauchy | Jezdectví            | Krasojízda – družstva                         |
| Stříbro | Alexandre Lippmann | Šerm                 | Muži kord                                     |
| Stříbro | Philippe Cattiau | Šerm                 | Muži fleret                                   |
| Stříbro | André Labattut Georges Trombert Marcel Perrot Lucien Gaudin Philippe Cattiau Roger François Ducret Gaston Amson Lionel Bony De Castellane | Šerm                 | Družstvo mužů fleret                          |
| Stříbro | Jean Margraff Marc Marie Jean Perrodon Henri Marie Raoul De Saint Germain Georges Trombert                                                | Šerm                 | Družstvo mužů šavle                           |
| Stříbro | Marco Torrès | Sportovní gymnastika | Muži víceboj – jednotlivci                    |
| Stříbro | Gabriel Poix Maurice Bouton Ernest Barberolle                                                                                             | Veslování            | Muži dvojka s kormidelníkem                   |
| Stříbro | Družstvo mužů | Ragby                | Turnaj mužů                                   |
| Stříbro | Albert Weil Félix Picon Robert Monier | Jachting             | Třída 6.5 m                                   |
| Stříbro | Léon Johnson Emile Rumeau Achille Paroche André Parmentier Georges Roes                                                                   | Sportovní střelba    | Družstvo mužů 300 metrů vojenská puška; vleže |
| Stříbro | Léon Johnson | Sportovní střelba    | Muži 300 metrů vojenská puška, vleže          |
| Bronz   | Julien Louis Brulé Léonce Gaston Quentin Pascal Fauvel Eugène Grisot Eugène Richez Artur Mabellon Léon Epin Paul Leroy                    | Lukostřelba          | Družstvo mužů pohyblivý terč – 28 m           |
| Bronz   | Géo André Gaston Féry Maurice Delvart André Devaux                                                                                        | Atletika             | Muži štafeta 4 × 400 m                        |
| Bronz   | Albert Eluère | Box                  | Muži váha těžká do 79,4 kg                    |
| Bronz   | Fernand Canteloube | Cyklistika           | Muži silniční závod jednotlivců               |
| Bronz   | Gustave Buchard | Šerm                 | Muži kord                                     |
| Bronz   | Armand Massard Alexandre Lippmann Gustave Buchard Georges Casanova Georges Trombert Gaston Amson Émile Moreau                             | Šerm                 | Družstvo mužů kord                            |
| Bronz   | Roger François Ducret | Šerm                 | Muži fleret                                   |
| Bronz   | Jean Gounot | Sportovní gymnastika | Muži víceboj – jednotlivci                    |
| Bronz   | Družstvo mužů | Sportovní gymnastika | Družstvo mužů                                 |
| Bronz   | Gaston Giran Alfred Plé | Veslování            | Muži dvojskif                                 |
| Bronz   | Pierre Albarran Max Decugis | Tenis                | Muži čtyřhra                                  |
| Bronz   | Elisabeth D'Ayenová Suzanne Lenglenová | Tenis                | Ženy čtyřhra                                  |
| Bronz   | Louis Bernot | Vzpírání             | Muži těžká váha nad 82,5 kg                   |